# Gaspar Núñez de Arce

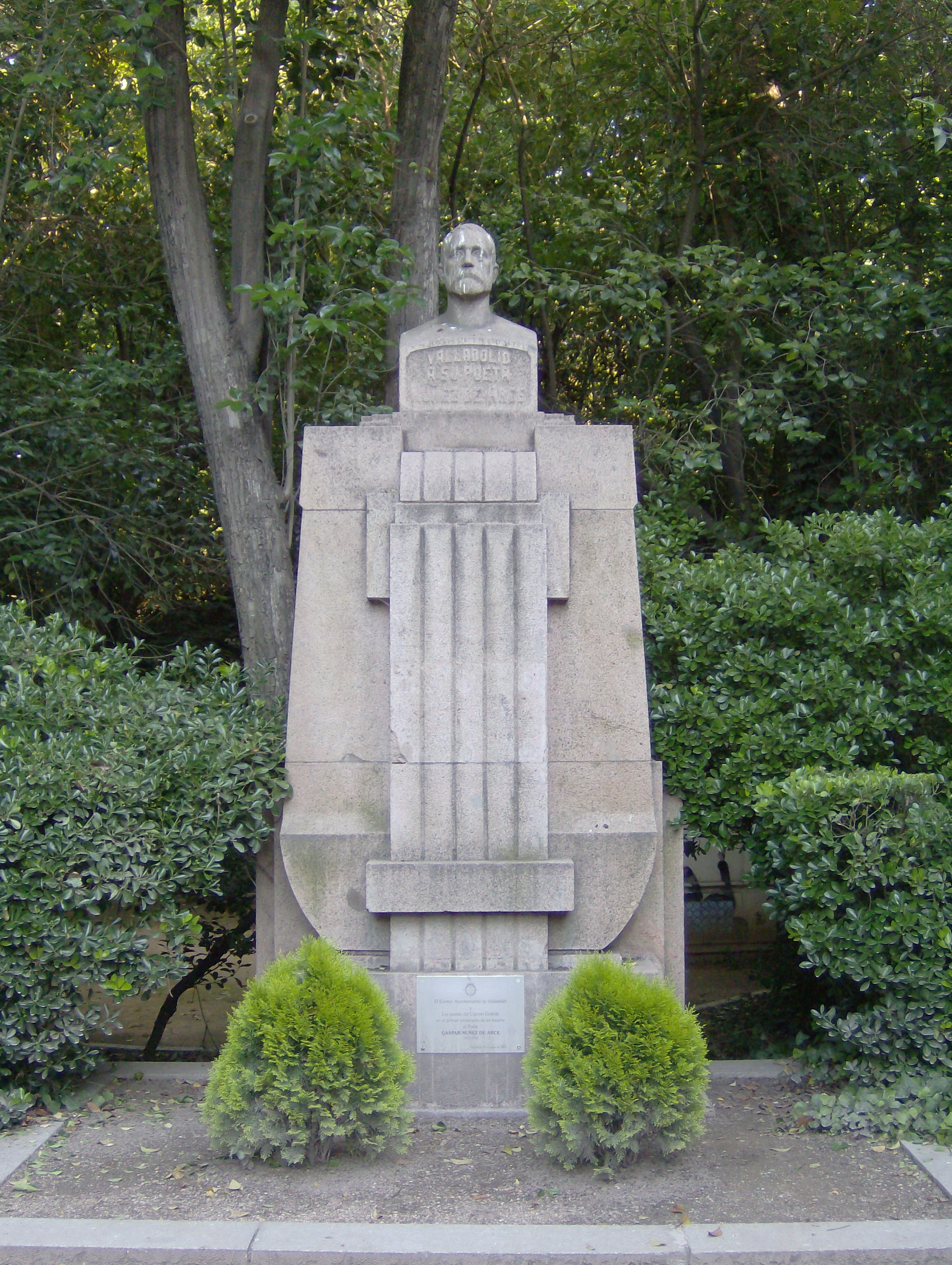
Gaspar Núñez de Arce, Parque del Campo Grande, Valhadolide.

Gaspar Núñez de Arce (Valhadolide, 4 de agosto de 1834 - Madrid, 9 de junho de 1903) foi um poeta e político espanhol.

## Obras

### Poesia
- Gritos del combate, 1875.
- Raimundo Lulio, 1875.
- El vértigo, 1879.

### Drama
- Deudas de la honra, 1863
- El haz de leña, 1872.
- Justicia providencial, 1872.